# Edifici d'habitatges al carrer de la Riera, 3 (Vic)
L'Edifici d'habitatges al carrer de la Riera, 3 és una obra eclèctica de Vic (Osona) protegida com a Bé Cultural d'Interès Local.

## Descripció
Edifici entre mitgeres, de planta baixa i tres pisos. A la planta baixa, el portal està centrat, flanquejat per dues columnes de ferro forjat que sostenen una biga, també de ferro. A cada banda hi ha disposats aparadors de marqueteria. Les obertures dels pisos superiors s'organitzen en tres eixos verticals amb balcons, emmarcats per una senzilla motllura.